# Oliver Rowland
Oliver Eric Rowland (Sheffield, 10 agosto 1992) è un pilota automobilistico britannico. Nel 2025 si è laureato campione del mondo di Formula E con il team Nissan.

## Carriera

### Karting e primi anni  in monoposto
Nato a Sheffield, inizia a correre sui kart all'età di 7 anni, e vince in varie categorie della Gran Bretagna. Nel 2002 e i 2 anni seguenti, Rowland vince il Super 1 National Cadet. Nel 2005, Rowland giunge secondo nella JICA class a 2 punti da Will Stevens.

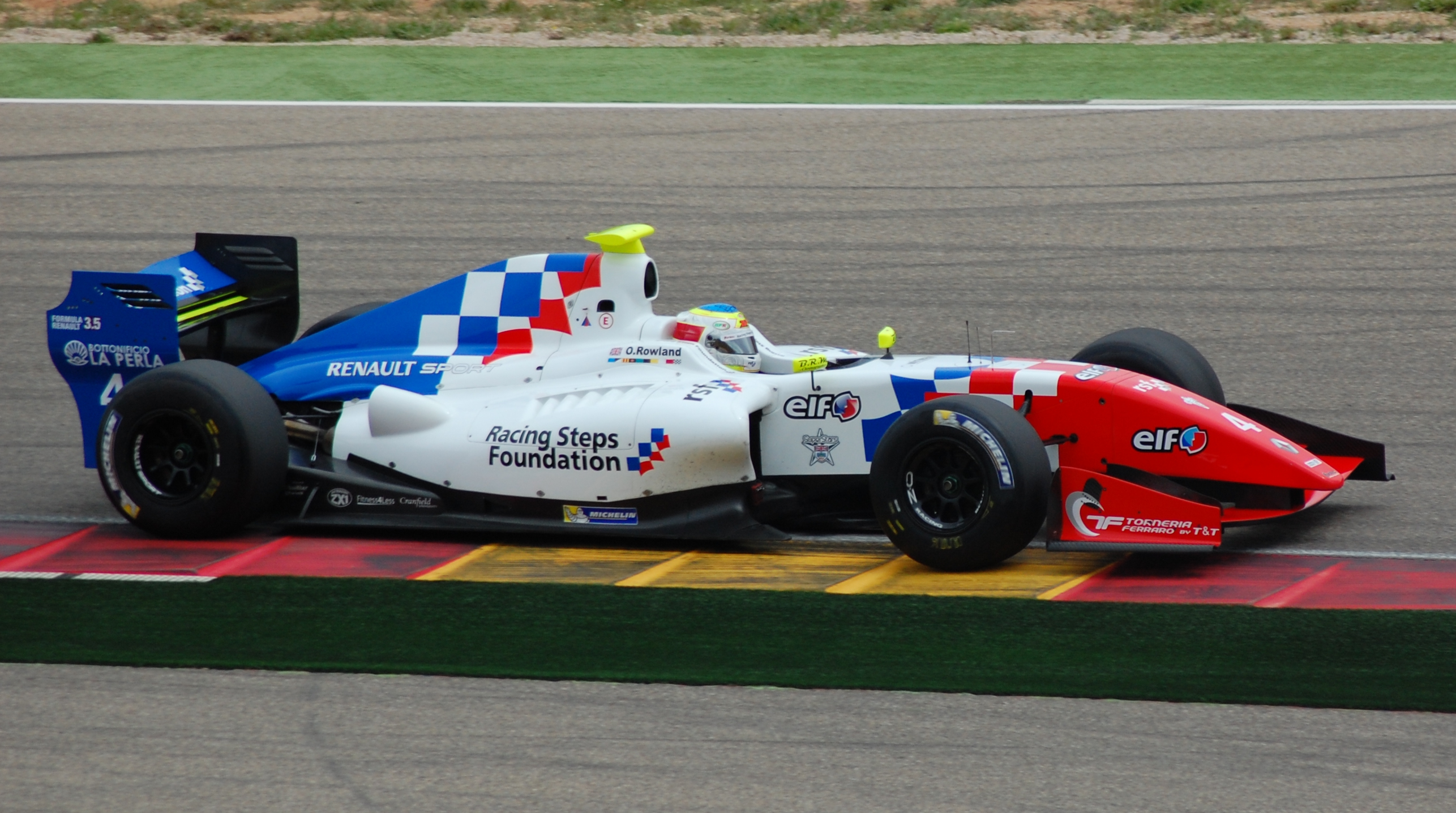
Rowland nel 2014.

Rowland abbandona il karting per passare alla Formula Renault inglese nel 2010 ottenendo una vittoria nella gara finale della stagione e il 7º posto nel mondiale. Nel 2013, passa alla Formula Renault 2.0, ottenendo una vittoria ed il secondo posto nella classifica finale.
Nel luglio 2013 Rowland firma un contratto con la Fortec Motosport per disputare la stagione 2014, conclusasi al 2º posto.
Rimane alla Fortec Motorsport anche nel 2015, ottenendo il titolo iridato.

### GP2 Series / Formula 2
Dopo qualche apparizione nella stagione 2015 della GP2, partecipa alla stagione 2016 con la MP Motorsport terminando il campionato al 9º posto, e prosegue nella stagione 2017 passando alla DAMS ed ottenendo degli ottimi risultati. Conclude il campionato al terzo posto in classifica generale, con un bottino di due vittorie.

### Formula 1
Nel 2017 è collaudatore della Renault, mentre nel 2018 ricopre lo stesso ruolo alla Williams.

### Formula E

#### L'esordio con Mahindra (2015)
Dopo aver debuttato in Formula E nella stagione 2015-2016 con la Mahindra in sostituzione di Nick Heidfeld nel terzo E-Prix stagionale.

#### Nissan (2018-2021)

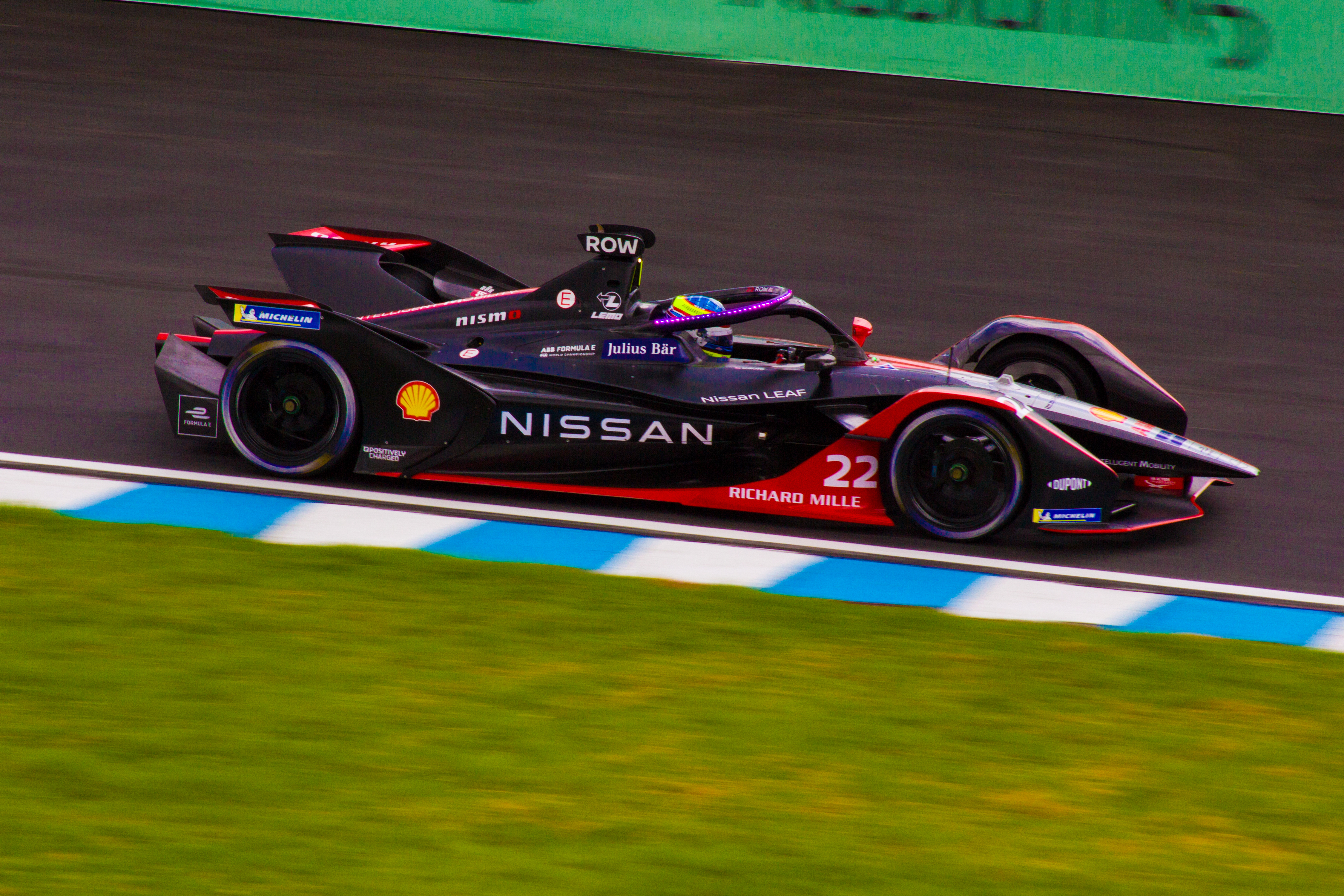
Rowland a Puebla nel 2021.

Viene ingaggiato dalla Nissan-e.dams come pilota titolare per la stagione 2018-2019. Conquista due podi, al E-Prix di Sanya e altro nel E-Prix di Monaco, chiude la stagione al decimo posto con 71 punti.
L'anno seguente viene confermato da Nissan insieme a Sébastien Buemi. La stagione inizia con ottimi risultati, nella quinta gara del E-Prix di Berlino conquista la sua prima vittoria nella serie elettrica, arrivando davanti a Robin Frijns e René Rast. Chiude la stagione al quinto posto, dietro il suo compagno di team. Nel 2021 continua a correre per Nissan-e.dams, conquista altri due podi, ma chiude 14º in classifica finale, molto lontano dal suo compagno di team.

#### Mahindra (2021-2023)
Per la stagione 2021-2022 lascia la Nissan-e.dams per tornare a correre con il team indiano, Mahindra. La stagione è piuttosto complicata e Rowland riesce a chiudere a punti in soli quattro E-Prix; il miglior risultato stagionale è il secondo posto nella prima gara dell'E-Prix di Seoul. Rowland chiude così quattordicesimo in classifica.
Confermato per la stagione 2022-2023, Rowland ottiene come miglior risultato un sesto posto nell'E-Prix di Hyderabad. A metà stagione, prima delle corse di Giacarta, decide di lasciare il team, venendo così sostituito da Roberto Merhi.

#### Ritorno con la Nissan (2024-presente)
Per la stagione 2024 di Formula E Rowland torna alla Nissan dopo due anni. Il britannico dividerà il box con il giovane Sacha Fenestraz. Nei primi cinque E-Prix della stagione ottiene tre podi, due terzi posti e il secondo posto nell'E-Prix di Tokyo dietro alla Maserati di Maximilian Günther. A Misano,dopo la squalifica della Porsche di António Félix da Costa, il britannico eredità la vittoria in gara uno e regala così al marchio il primo successo in Formula E. In gara due invece è costretto al ritiro al ultimo giro mentre era in testa per colpa della batteria scarica. Per una malattia, Rowland è costretto a saltare il doppio round di Portland chiudendo così le possibilità per vincere il campionato. Tornato in pista vince l'E-Prix di Londra, ultima gara stagionale chiudendo quarto in classifica piloti.
Per la stagione 11, rimane legato al team nipponico, vincendo il campionato piloti con due gare di anticipo.

## Risultati

### Riassunto della carriera
| Stagione  | Serie                            | Team                | Gare | Vittorie | Pole | GPV | Podi | Punti | Pos |
| --------- | -------------------------------- | ------------------- | ---- | -------- | ---- | --- | ---- | ----- | --- |
| 2010      | Formula Renault UK Winter Series | CRS Racing          | 6    | 1        | 0    | 0   | 1    | 95    | 7º  |
| 2011      | Formula Renault UK               | Fortec Motorsport   | 20   | 4        | 3    | 4   | 13   | 475   | 2º  |
| 2011      | Formula Renault UK Finals Series | Fortec Competition  | 6    | 4        | 0    | 3   | 6    | 190   | 1º  |
| 2012      | Eurocup Formula Renault 2.0      | Fortec Motorsport   | 14   | 1        | 0    | 0   | 3    | 109   | 3º  |
| 2013      | Eurocup Formula Renault 2.0      | Manor MP Motorsport | 14   | 3        | 2    | 2   | 8    | 179   | 2º  |
| 2013      | Formula Renault 2.0 NEC          | Manor MP Motorsport | 8    | 4        | 4    | 4   | 8    | 208   | 4º  |
| 2013      | Pau Formula Renault 2.0 Trophy   | Manor MP Motorsport | 1    | 0        | 0    | 0   | 0    | N/A   | 4º  |
| 2014      | Formula Renault 3.5 Series       | Fortec Motorsports  | 17   | 2        | 3    | 1   | 7    | 181   | 4º  |
| 2015      | Formula Renault 3.5 Series       | Fortec Motorsports  | 17   | 8        | 7    | 4   | 13   | 307   | 1º  |
| 2015      | GP2 Series                       | MP Motorsport       | 8    | 0        | 0    | 0   | 0    | 3     | 21º |
| 2015      | GP2 Series                       | Status Grand Prix   | 8    | 0        | 0    | 0   | 0    | 3     | 21º |
| 2015      | Formula E                        | Mahindra Racing     | 1    | 0        | 0    | 0   | 0    | 0     | 21º |
| 2016      | GP2 Series                       | MP Motorsport       | 22   | 0        | 0    | 0   | 4    | 107   | 9º  |
| 2017      | FIA Formula 2                    | DAMS                | 22   | 2        | 1    | 2   | 10   | 191   | 3º  |
| 2018      | 24 Ore di Le Mans                | CEFC TRSM Racing    | 1    | 0        | 0    | 0   | 0    | N.A.  | Rit |
| 2018-2019 | Formula E                        | Nissan-e.dams       | 13   | 0        | 3    | 0   | 2    | 71    | 10º |
| 2019-2020 | Formula E                        | Nissan-e.dams       | 11   | 1        | 1    | 1   | 1    | 83    | 5º  |
| 2020-2021 | Formula E                        | Nissan-e.dams       | 15   | 0        | 1    | 1   | 2    | 77    | 14º |
| 2021-2022 | Formula E                        | Mahindra Racing     | 16   | 0        | 1    | 0   | 1    | 32    | 14º |
| 2022-2023 | Formula E                        | Mahindra Racing     | 8    | 0        | 0    | 0   | 0    | 9     | 21° |
| 2023-2024 | Formula E                        | Nissan              | 14   | 2        | 2    | 1   | 7    | 156   | 4º  |

* Stagione in corso.

### Risultati in Formula Renault 3.5
| Stagione | Squadra            | 1       | 2        | 3       | 4       | 5       | 6         | 7       | 8         | 9       | 10      | 11        | 12      | 13       | 14       | 15      | 16      | 17      | Pos | Punti |
| -------- | ------------------ | ------- | -------- | ------- | ------- | ------- | --------- | ------- | --------- | ------- | ------- | --------- | ------- | -------- | -------- | ------- | ------- | ------- | --- | ----- |
| 2014     | Fortec Motorsports | MNZ 1 6 | MNZ 2 10 | ALC 1 3 | ALC 2 1 | MON 1 5 | SPA 1 Rit | SPA 2 3 | MSC 1 Rit | MSC 2 5 | NÜR 1 4 | NÜR 2 Rit | HUN 1 3 | HUN 2 4  | LEC 1 13 | LEC 2 3 | JER 1 2 | JER 2 1 | 4º  | 181   |
| 2015     | Fortec Motorsports | ALC 1 1 | ALC 2 3  | MON 1 6 | SPA 1 5 | SPA 2 1 | HUN 1 3   | HUN 2 1 | RBR 1 1   | RBR 2 2 | SIL 1 2 | SIL 2 1   | NÜR 1 1 | NÜR 2 10 | BUG 1 1  | BUG 2 8 | JER 1 1 | JER 2 2 | 1º  | 307   |

### Risultati in GP2 Series
(legenda) (Le gare in grassetto indicano la pole) (Le gare in corsivo indicano il giro veloce)
| Anno | Squadra                                              | 1   | 2   | 3   | 4   | 5   | 6   | 7   | 8   | 9   | 10  | 11  | 12  | 13  | 14  | 15  | 16  | 17  | 18  | 19  | 20  | 21  | 22  | Punti | Pos |
| ---- | ---------------------------------------------------- | --- | --- | --- | --- | --- | --- | --- | --- | --- | --- | --- | --- | --- | --- | --- | --- | --- | --- | --- | --- | --- | --- | ----- | --- |
| 2015 | MP Motorsport (9-10,13-14) Status Grand Prix (19-22) | BHR | BHR | CAT | CAT | MON | MON | RBR | RBR | SIL | SIL | HUN | HUN | SPA | SPA | MNZ | MNZ | SOC | SOC | BHR | BHR | YMC | YMC | 3     | 21º |
| 2015 | MP Motorsport (9-10,13-14) Status Grand Prix (19-22) |     |     |     |     |     |     |     |     | 10  | 7   |     |     | NC  | Rit |     |     |     |     | 22  | Rit | 15  | C   | 3     | 21º |
| 2016 | MP Motorsport                                        | CAT | CAT | MON | MON | BAK | BAK | RBR | RBR | SIL | SIL | HUN | HUN | HOC | HOC | SPA | SPA | MNZ | MNZ | SEP | SEP | YMC | YMC | 107   | 9º  |
| 2016 | MP Motorsport                                        | 10  | 6   | 3   | 7   | 4   | 15† | 6   | 2   | 3   | 3   | 11  | 6   | 5   | 5   | 10  | 6   | 9   | 9   | 12  | 8   | Rit | 11  | 107   | 9º  |

### Risultati in Formula 2
(legenda) (Le gare in grassetto indicano la pole) (Le gare in corsivo indicano il giro veloce)
| Anno | Team | 1   | 2   | 3   | 4   | 5   | 6   | 7   | 8   | 9   | 10  | 11  | 12  | 13  | 14  | 15  | 16  | 17  | 18  | 19  | 20  | 21  | 22  | Punti | Pos. |
| ---- | ---- | --- | --- | --- | --- | --- | --- | --- | --- | --- | --- | --- | --- | --- | --- | --- | --- | --- | --- | --- | --- | --- | --- | ----- | ---- |
| 2017 | DAMS | BAH | BAH | CAT | CAT | MON | MON | BAK | BAK | RBR | RBR | SIL | SIL | HUN | HUN | SPA | SPA | MNZ | MNZ | JER | JER | YMC | YMC | 191   | 3º   |
| 2017 | DAMS | 5   | 3   | 3   | 2   | 1   | 9   | 7   | Rit | 4   | 3   | 3   | 17  | 1   | 2   | SQ  | 8   | Rit | 11  | 2   | 3   | SQ  | 7   | 191   | 3º   |

### Risultati Formula E
| Stagione | Squadra                 | Vettura                  | 1                   | 2            | 3           | 4                                               | 5       | 6       | 7       | 8      | 9       | 10     | 11      | 12     | 13      | 14      | 15     | 16      | Punti | Pos |
| --- | ----------------------- | ------------------------ | ------------------- | ------------ | ----------- | ----------------------------------------------- | ------- | ------- | ------- | ------ | ------- | ------ | ------- | ------ | ------- | ------- | ------ | ------- | ----- | --- |
| 2015-2016 | Mahindra Racing         | Spark-Mahindra M2ELECTRO | PEC                 | PUT          | PDE 13      | BNA                                             | MEX     | LHB     | PAR     | BER    | LON     | LON    |         |        |         |         |        |         | 0     | 21º |
| 2018-2019 | Nissan-e.dams           | Spark-Nissan IM01        | DIR 7               | MAR 15       | SAN Rit     | MEX 20                                          | HKG Rit | SAY 2   | ROM 6   | PAR 12 | MON 2   | BER 8  | BRN Rit | NYC 14 | NYC 6   |         |        |         | 71    | 10º |
| 2019-2020 | Nissan-e.dams           | Spark-Nissan IM02        | DIR 4               | DIR 5        | SAN 17      | MEX 7                                           | MAR 9   | BER 14  | BER 7   | BER 6  | BER 5   | BER 1  | BER Rit |        |         |         |        |         | 83    | 5°  |
| 2020-2021 | Nissan-e.dams           | Spark-Nissan IM02        | DIR 6               | DIR 7        | ROM 12      | ROM 16                                          | VAL SQ  | VAL 4   | MON 6   | PUE SQ | PUE 3   | NYC 7  | NYC 19  | LON SQ | LON 18  | BER 13  | BER 2  |         | 77    | 14° |
| 2021-2022 | Mahindra Racing         | Spark-Mahindra M7ELECTRO | DIR Rit             | DIR 8        | MEX 16      | ROM Rit                                         | ROM Rit | MON Rit | BER 11  | BER 7  | GIA Rit | MAR 10 | NYC 13  | NYC 14 | LON Rit | LON Rit | SEO 2  | SEO Rit | 32    | 14° |
| 2022-2023 | Mahindra Racing         | Spark-Mahindra M9Electro | MEX 13              | DIR 18       | DIR Rit     | HYD 6                                           | CAP WD  | SAP 16  | BER 10  | BER 14 | MON Rit | GIA    | GIA     | POR    | ROM     | ROM     | LON    | LON     | 9     | 21° |
| 2023-2024 | Nissan-e.dams           | Spark-Nissan e-4ORCE 04  | MEX 11              | DIR 13       | DIR 3       | SAP 3                                           | TOK 2   | MIS 1   | MIS Rit | MON 6  | BER 3   | BER 3  | SHA 4   | SHA 10 | POR     | POR     | LON 15 | LON 1   | 156   | 4º  |
| 2024-2025 | Nissan-e.dams           | Spark-Nissan e-4ORCE 05  | SAP 14              | MEX 1        | JED 2       | JED 1                                           | MIA 10  | MON 1   | MON 2   | TOK 2  | TOK 1   | SHA 5  | SHA 13  | GIA 10 | BER Rit | BER 4   | LON 11 | LON Rit | 184   | 1°  |
| \| Legenda \| 1º posto \| 2º posto \| 3º posto \| A punti \| Senza punti \| Grassetto=Pole position Corsivo=Giro più veloce \| \| Legenda \| Solo prove/Terzo pilota \| Non qualificato \| Ritirato/Non class. \| Squalificato \| Non partito \| Grassetto=Pole position Corsivo=Giro più veloce \| |                         |                          |                     |              |             |                                                 |         |         |         |        |         |        |         |        |         |         |        |         |       |     |
| Legenda | 1º posto                | 2º posto                 | 3º posto            | A punti      | Senza punti | Grassetto=Pole position Corsivo=Giro più veloce |         |         |         |        |         |        |         |        |         |         |        |         |       |     |
| Legenda | Solo prove/Terzo pilota | Non qualificato          | Ritirato/Non class. | Squalificato | Non partito | Grassetto=Pole position Corsivo=Giro più veloce |         |         |         |        |         |        |         |        |         |         |        |         |       |     |

### 24 Ore di Le Mans
| Anni | Team             | Co-Piloti                  | Vettura                      | Classe | Giri | Pos. | Class Pos. |
| ---- | ---------------- | -------------------------- | ---------------------------- | ------ | ---- | ---- | ---------- |
| 2018 | CEFC TRSM Racing | Alex Brundle Oliver Turvey | Ginetta G60-LT-P1-Mecachrome | LMP1   | 137  | DNF  | DNF        |